# Список міських голів України
Спи́сок міськи́х голі́в Украї́ни представляє чинних міських голів міст України.
Зірочкою (*) позначені міські голови, обрані на чергових місцевих виборах 2020.
Знаком • позначені старости міст, які не є центрами громад.
| Місто                  | Область           | Населення | Міський голова                                | Суб'єкт висунення                                           | Секретар міської ради              |  |
| ---------------------- | ----------------- | --------- | --------------------------------------------- | ----------------------------------------------------------- | ---------------------------------- |  |
| Київ                   | м. Київ           | 2 868 702 | Кличко Віталій Володимирович *                | УДАР Віталія Кличка                                         | Бондаренко Володимир Володимирович |  |
| Харків                 | Харківська        | 1 451 132 | Терехов Ігор Олександрович                    | Блок Кернеса — Успішний Харків                              |                                    |  |
| Одеса                  | Одеська           | 1 017 022 | Труханов Геннадій Леонідович *                | Довіряй ділам                                               | Потапський Олексій Юрійович        |  |
| Дніпро                 | Дніпропетровська  | 993 094   | Філатов Борис Альбертович *                   | Пропозиція                                                  | Мішалов Вячеслав Дмитрович         |  |
| Донецьк                | Донецька          | 949 825   | Лук'янченко Олександр Олексійович             | Партія регіонів                                             | Богачов Сергій Валентинович        |  |
| Запоріжжя              | Запорізька        | 766 268   | Куртєв Анатолій Валентинович (в. о.)          | Слуга народу                                                | Куртєв Анатолій Валентинович       |  |
| Львів                  | Львівська         | 729 038   | Садовий Андрій Іванович *                     | Об'єднання «Самопоміч»                                      | Забарило Анатолій Юрійович         |  |
| Кривий Ріг             | Дніпропетровська  | 652 137   | Вілкул Юрій Григорович (в. о.)                | Блок Вілкула «Українська перспектива»                       | Вілкул Юрій Григорович             |  |
| Миколаїв               | Миколаївська      | 494 922   | Сєнкевич Олександр Федорович *                | Пропозиція                                                  | Казакова Тетяна Вікторівна         |  |
| Маріуполь              | Донецька          | 458 533   | Бойченко Вадим Сергійович *                   | Блок Вадима Бойченка                                        | Махсма Степан Григорович           |  |
| Луганськ               | Луганська         | 424 113   | Кравченко Сергій Іванович                     | Партія регіонів                                             | Філіпський Олександр Михайлович    |  |
| Вінниця                | Вінницька         | 372 116   | Моргунов Сергій Анатолійович *                | Українська стратегія Гройсмана                              | Яблонський Павло Васильович        |  |
| Макіївка               | Донецька          | 351 820   | Толстикіна Лариса Валентинівна (в. о.)        | Партія регіонів                                             | Толстикіна Лариса Валентинівна     |  |
| Севастополь            | м.Севастополь     | 344 853   | Рубанов Федір Федорович (в.о. голови СевМДА)  | Партія регіонів                                             | Дойников Юрій Васильович           |  |
| Сімферополь            | АР Крим           | 338 319   | Агеєв Віктор Миколайович                      | Партія регіонів                                             |                                    |  |
| Херсон                 | Херсонська        | 297 593   | Колихаєв Ігор Вікторович *                    | Партія Колихаєва «Нам тут жити»                             |                                    |  |
| Полтава                | Полтавська        | 295 950   | Ямщикова Катерина Леонідівна (в. о.)          | Слуга народу                                                | Ямщикова Катерина Леонідівна       |  |
| Чернігів               | Чернігівська      | 295 670   | Ломако Олександр Анатолійович (в. о.)         | УДАР Віталія Кличка                                         |                                    |  |
| Черкаси                | Черкаська         | 285 170   | Бондаренко Анатолій Васильович *              | За майбутнє                                                 |                                    |  |
| Житомир                | Житомирська       | 270 922   | Сухомлин Сергій Іванович *                    | Пропозиція                                                  | Чиж Наталія Михайлівна             |  |
| Суми                   | Сумська           | 268 874   | Лисенко Олександр Миколайович *               | ВО «Батьківщина»                                            |                                    |  |
| Хмельницький           | Хмельницька       | 266 095   | Симчишин Олександр Сергійович *               | ВО «Свобода»                                                | Чернилевський Костянтин Іванович   |  |
| Чернівці               | Чернівецька       | 262 129   | Клічук Роман Васильович *                     | Єдина альтернатива                                          |                                    |  |
| Горлівка               | Донецька          | 254 416   | Клеп Євген Вікторович                         | Сильна Україна                                              |                                    |  |
| Рівне                  | Рівненська        | 249 912   | Третяк Олександр Віталійович *                | Європейська Солідарність                                    | Паладійчук Сергій Богданович       |  |
| Кам'янське             | Дніпропетровська  | 241 475   | Білоусов Андрій Леонідович *                  | Бджола                                                      |                                    |  |
| Кропивницький          | Кіровоградська    | 233 333   | Мосін Олександр Володимирович (в. о.)         | Пропозиція                                                  | Табалов Андрій Олександрович       |  |
| Івано-Франківськ       | Івано-Франківська | 227 030   | Марцінків Руслан Романович *                  | ВО «Свобода»                                                |                                    |  |
| Кременчук              | Полтавська        | 225 828   | Малецький Віталій Олексійович *               | За майбутнє                                                 | Івко Василь Михайлович             |  |
| Тернопіль              | Тернопільська     | 217 110   | Надал Сергій Віталійович *                    | ВО «Свобода»                                                |                                    |  |
| Луцьк                  | Волинська         | 216 076   | Поліщук Ігор Ігорович *                       | За майбутнє                                                 | Вусенко Юлія Василівна             |  |
| Біла Церква            | Київська          | 211 205   | Дикий Геннадій Анатолійович *                 | За майбутнє                                                 |                                    |  |
| Краматорськ            | Донецька          | 162 811   | Гончаренко Олександр Васильович *             | Самовисування                                               | Ошурко Денис Вікторович            |  |
| Мелітополь             | Запорізька        | 156 889   | Федоров Іван Сергійович *                     | Команда Сергія Мінька                                       | Романов Роман Вікторович           |  |
| Керч                   | АР Крим           | 144 626   | Осадчий Олег Володимирович                    | Партія регіонів                                             |                                    |  |
| Нікополь               | Дніпропетровська  | 117 857   | Саюк Олександр Іванович *                     | За майбутнє                                                 |                                    |  |
| Слов'янськ             | Донецька          | 116 694   | Лях Вадим Михайлович *                        | Опозиційний блок                                            | Кім Жан Миколайович                |  |
| Ужгород                | Закарпатська      | 115 947   | Андріїв Богдан Євстафійович *                 | Самовисування                                               |                                    |  |
| Бердянськ              | Запорізька        | 115 500   | Баранов Валерій Олексійович *                 | За майбутнє                                                 |                                    |  |
| Алчевськ               | Луганська         | 110 474   | Косюга Володимир Іванович                     | Партія регіонів                                             |                                    |  |
| Павлоград              | Дніпропетровська  | 109 739   | Вершина Анатолій Олексійович *                | Самовисування                                               |                                    |  |
| Сєвєродонецьк          | Луганська         | 108 899   | Стрюк Олександр Сергійович (голова ВЦА)       | Позапартійний                                               | —                                  |  |
| Євпаторія              | АР Крим           | 107 040   | Даниленко Андрій Петрович                     | Партія регіонів                                             |                                    |  |
| Лисичанськ             | Луганська         | 103 459   | Заїка Олександр Сергійович (голова ВЦА)       | Позапартійний                                               | —                                  |  |
| Кам'янець-Подільський  | Хмельницька       | 102 254   | Посітко Михайло Володимирович *               | ВО «Свобода»                                                |                                    |  |
| Бровари                | Київська          | 98 874    | Сапожко Ігор Васильович                       | Команда Ігоря Сапожка — «Єдність»                           |                                    |  |
| Конотоп                | Сумська           | 88 477    | Семеніхін Артем Юрійович                      | ВО «Свобода»                                                |                                    |  |
| Умань                  | Черкаська         | 86 621    | Плетньова Ірина Григорівна *                  | За майбутнє                                                 |                                    |  |
| Мукачево               | Закарпатська      | 85 487    | Балога Андрій Вікторович *                    | Команда Андрія Балоги                                       | Маняк Іван Георгійович             |  |
| Олександрія            | Кіровоградська    | 82 636    | Кузьменко Сергій Анатолійович *               | Самовисування                                               |                                    |  |
| Хрустальний            | Луганська         | 82 228    | Філіппова Марина Вікторівна                   | Партія регіонів                                             |                                    |  |
| Єнакієве               | Донецька          | 81 054    | Олейник Валерій Валерійович                   | Партія регіонів                                             |                                    |  |
| Шостка                 | Сумська           | 78 505    | Нога Микола Петрович *                        | Наш край                                                    |                                    |  |
| Бердичів               | Житомирська       | 78 312    | Орлюк Сергій Валерійович *                    | Пропозиція                                                  | Коляда Богдан Олександрович        |  |
| Ялта                   | АР Крим           | 78 200    | Карнаух Сергій Дмитрович (в. о.)              | Партія регіонів                                             | Карнаух Сергій Дмитрович           |  |
| Бахмут                 | Донецька          | 77 474    | Рева Олексій Олександрович *                  | Самовисування                                               |                                    |  |
| Кадіївка               | Луганська         | 77 168    | Борісов Юрій Валерійович                      | Соціалістична партія України                                |                                    |  |
| Дрогобич               | Львівська         | 76 866    | Кучма Тарас Ярославович *                     | Самовисування                                               | Метик Тарас Михайлович             |  |
| Костянтинівка          | Донецька          | 76 065    | Азаров Олег Анатолійович *                    | Опозиційна платформа — За життя                             |                                    |  |
| Ніжин                  | Чернігівська      | 72 869    | Кодола Олександр Михайлович *                 | За майбутнє                                                 |                                    |  |
| Ізмаїл                 | Одеська           | 72 501    | Абрамченко Андрій В'ячеславович *             | Слуга народу                                                |                                    |  |
| Новомосковськ          | Дніпропетровська  | 71 299    | Рєзнік Сергій Олександрович *                 | Самовисування                                               | Горошко Сергій Григорович          |  |
| Феодосія               | АР Крим           | 69 040    | Щепетков Дмитро Сергійович (в. о.)            | Партія регіонів                                             | Щепетков Дмитро Сергійович         |  |
| Ковель                 | Волинська         | 69 032    | Чайка Ігор Леонтійович *                      | За майбутнє                                                 |                                    |  |
| Сміла                  | Черкаська         | 68 740    | Ананко Сергій Васильович *                    | Слуга народу                                                |                                    |  |
| Червоноград            | Львівська         | 67 993    | Залівський Андрій Іванович *                  | Самовисування                                               |                                    |  |
| Калуш                  | Івано-Франківська | 67 559    | Найда Андрій Михайлович *                     | ВО «Свобода»                                                | Челядин Олександр Іванович         |  |
| Первомайськ            | Миколаївська      | 66 672    | Демченко Олег Михайлович *                    | Опозиційний блок                                            |                                    |  |
| Коростень              | Житомирська       | 65 454    | Москаленко Володимир Васильович *             | Наш край                                                    |                                    |  |
| Довжанськ              | Луганська         | 64 895    | Шмальц Олександр Іванович                     | Партія регіонів                                             |                                    |  |
| Покровськ              | Донецька          | 64 533    | Требушкін Руслан Валерійович *                | За майбутнє                                                 | Сущенко Ірина Вячеславівна         |  |
| Коломия                | Івано-Франківська | 61 350    | Станіславський Богдан Миколайович *           | Об'єднання «Самопоміч» (самовисуванець, член партії)        |                                    |  |
| Бориспіль              | Київська          | 60 160    | Борисенко Володимир Костянтинович             | Європейська Солідарність                                    | Байчас Владислав Михайлович        |  |
| Рубіжне                | Луганська         | 59 951    | Хортів Сергій Іванович *                      | Наш край                                                    | Мухтаров Дмитро Хайдарович         |  |
| Чорноморськ            | Одеська           | 59 840    | Гуляєв Василь Олександрович *                 | За майбутнє                                                 |                                    |  |
| Стрий                  | Львівська         | 59 835    | Канівець Олег Леонідович *                    | Самовисування                                               |                                    |  |
| Дружківка              | Донецька          | 59 596    | Григоренко Володимир Борисович *              | Опозиційна платформа — За життя                             | Бучук Ірина Олександрівна          |  |
| Харцизьк               | Донецька          | 58 641    | Дубовий Валерій Володимирович                 | Партія регіонів                                             |                                    |  |
| Прилуки                | Чернігівська      | 58 202    | Попенко Ольга Михайлівна *                    | ВО «Батьківщина»                                            |                                    |  |
| Лозова                 | Харківська        | 57 916    | Зеленський Сергій Володимирович *             | Самовисування                                               |                                    |  |
| Чистякове              | Донецька          | 56 993    | Антонов Віктор Михайлович                     | Партія регіонів                                             |                                    |  |
| Звягель                | Житомирська       | 56 049    | Боровець Микола Петрович *                    | Самовисування                                               |                                    |  |
| Енергодар              | Запорізька        | 54 536    | Орлов Дмитро Олегович *                       | За майбутнє                                                 |                                    |  |
| Антрацит               | Луганська         | 54 242    | Гасанова Ніна Петрівна (в. о.)                | Партія регіонів                                             | Гасанова Ніна Петрівна             |  |
| Нововолинськ           | Волинська         | 53 298    | Карпус Борис Сергійович *                     | За майбутнє                                                 |                                    |  |
| Горішні Плавні         | Полтавська        | 51 958    | Биков Дмитро Геннадійович *                   | Соціалістична партія України (самовисуванець, член партії)  |                                    |  |
| Ізюм                   | Харківська        | 51 175    | Марченко Валерій Віталійович *                | Слуга народу                                                |                                    |  |
| Шахтарськ              | Донецька          | 50 468    | Наумович Олександр Володимирович              | Партія регіонів                                             |                                    |  |
| Білгород-Дністровський | Одеська           | 50 105    | Граждан Віталій Вікторович *                  | Опозиційна платформа — За життя                             | Мензелінцев Володимир Михайлович   |  |
| Мирноград              | Донецька          | 49 519    | Брикалов Олександр Леонідович *               | Порядок                                                     |                                    |  |
| Охтирка                | Сумська           | 48 881    | Кузьменко Павло Петрович *                    | Сила і честь                                                |                                    |  |
| Марганець              | Дніпропетровська  | 48 345    | Боровик Геннадій Васильович *                 | Опозиційна платформа — За життя                             |                                    |  |
| Фастів                 | Київська          | 48 098    | Нетяжук Михайло Володимирович *               | Партія національного егоїзму                                |                                    |  |
| Сніжне                 | Донецька          | 48 003    | Петрухіна Олена Миколаївна (в. о.)            | Партія регіонів                                             | Петрухіна Олена Миколаївна         |  |
| Нова Каховка           | Херсонська        | 47 638    | Коваленко Володимир Іванович *                | Слуга народу                                                |                                    |  |
| Лубни                  | Полтавська        | 47 397    | Грицаєнко Олександр Петрович *                | Довіра                                                      |                                    |  |
| Ровеньки               | Луганська         | 47 370    | Княжев Сергій Миколайович (в. о.)             | Партія регіонів                                             | Княжев Сергій Миколайович          |  |
| Жовті Води             | Дніпропетровська  | 47 284    | Ханіс Дмитро Едуардович *                     | Пропозиція                                                  |                                    |  |
| Брянка                 | Луганська         | 46 830    | Моргунов Микола Вікторович                    | Партія регіонів                                             |                                    |  |
| Світловодськ           | Кіровоградська    | 46 372    | Маліцький Андрій Іванович *                   | Слуга народу                                                |                                    |  |
| Ірпінь                 | Київська          | 44 023    | Маркушин Олександр Григорович *               | Нові обличчя                                                | Попсуй Анастасія Вікторівна        |  |
| Сорокине               | Луганська         | 44 014    | Баклагов Юрій Борисович                       | Партія регіонів                                             |                                    |  |
| Шепетівка              | Хмельницька       | 43 255    | Бузиль Віталій Володимирович *                | Європейська Солідарність (самовисуванець, член партії)      |                                    |  |
| Ромни                  | Сумська           | 41 951    | Стогній Олег Анатолійович *                   | Наш край                                                    |                                    |  |
| Вараш                  | Рівненська        | 41 560    | Мензул Олександр Павлович *                   | Пропозиція                                                  |                                    |  |
| Покров                 | Дніпропетровська  | 41 152    | Шаповал Олександр Миколайович *               | Слуга народу                                                |                                    |  |
| Миргород               | Полтавська        | 40 876    | Соломаха Сергій Павлович *                    | Довіра                                                      |                                    |  |
| Подільськ              | Одеська           | 40 717    | Іванов Анатолій Павлович *                    | Самовисування                                               |                                    |  |
| Південноукраїнськ      | Миколаївська      | 40 378    | Онуфрієнко Валерій Васильович *               | Слуга народу                                                |                                    |  |
| Володимир              | Волинська         | 38 964    | Пальонка Ігор Анатолійович *                  | За майбутнє                                                 |                                    |  |
| Первомайськ            | Луганська         | 38 235    | Бабій Борис Васильович                        | Комуністична партія України                                 |                                    |  |
| Дубно                  | Рівненська        | 38 087    | Антонюк Василь Михайлович *                   | Самовисування                                               |                                    |  |
| Вишневе                | Київська          | 38 011    | Діков Ілля Валерійович *                      | Слуга народу                                                |                                    |  |
| Каховка                | Херсонська        | 37 316    | Немерець Віталій Анатолійович *               | Слуга народу                                                |                                    |  |
| Васильків              | Київська          | 36 888    | Баласинович Наталія Олександрівна *           | Самовисування                                               |                                    |  |
| Нетішин                | Хмельницька       | 36 844    | Супрунюк Олександр Олексійович *              | Воля                                                        |                                    |  |
| Вознесенськ            | Миколаївська      | 36 192    | Величко Євгеній Олександрович *               | Слуга народу                                                |                                    |  |
| Славута                | Хмельницька       | 35 892    | Сидор Василь Богданович *                     | ВО «Батьківщина» (самовисуванець, член партії)              |                                    |  |
| Ясинувата              | Донецька          | 35 701    | Русаченко Олександр Йосипович                 | Партія регіонів                                             |                                    |  |
| Джанкой                | АР Крим           | 35 693    | Зайдман Аркадій Львович                       | Партія регіонів                                             |                                    |  |
| Боярка                 | Київська          | 35 558    | Зарубін Олександр Олександрович *             | За майбутнє                                                 |                                    |  |
| Жмеринка               | Вінницька         | 35 354    | Кушнір Анатолій Петрович *                    | Українська стратегія Гройсмана                              | Світлак Юрій Степанович            |  |
| Старокостянтинів       | Хмельницька       | 35 104    | Мельничук Микола Степанович *                 | Самовисування                                               |                                    |  |
| Авдіївка               | Донецька          | 35 090    | Барабаш Віталій Степанович (голова ВЦА)       | Позапартійний                                               | —                                  |  |
| Самбір                 | Львівська         | 34 879    | Гамар Юрій Петрович *                         | Самовисування                                               |                                    |  |
| Борислав               | Львівська         | 34 877    | Яворський Ігор Романович *                    | Самовисування                                               |                                    |  |
| Торецьк                | Донецька          | 34 750    | Чинчик Василь Сергійович (голова ВЦА)         | Позапартійний                                               | —                                  |  |
| Глухів                 | Сумська           | 34 282    | Вайло Надія Олексіївна *                      | Наш край                                                    |                                    |  |
| Обухів                 | Київська          | 33 180    | Левченко Олександр Миколайович *              | Слуга народу                                                |                                    |  |
| Токмак                 | Запорізька        | 32 772    | Котелевський Ігор Вікторович *                | Опозиційна платформа — За життя                             |                                    |  |
| Чугуїв                 | Харківська        | 32 379    | Мінаєва Галина Миколаївна *                   | Слуга народу                                                |                                    |  |
| Могилів-Подільський    | Вінницька         | 31 832    | Глухманюк Геннадій Григорович *               | Слуга народу                                                |                                    |  |
| Южне                   | Одеська           | 31 796    | Новацький Володимир Миколайович *             | Слуга народу                                                |                                    |  |
| Костопіль              | Рівненська        | 31 668    | Денисюк Євгеній Олексійович *                 | Самовисування                                               |                                    |  |
| Синельникове           | Дніпропетровська  | 31 576    | Зражевський Дмитро Іванович *                 | Блок Вілкула «Українська перспектива»                       |                                    |  |
| Первомайський          | Харківська        | 30 984    | Бакшеєв Микола Миколайович *                  | ВО «Батьківщина»                                            |                                    |  |
| Добропілля             | Донецька          | 30 884    | Шевченко Віталій Олександрович (в. о.)        | Слуга народу                                                | Шевченко Віталій Олександрович     |  |
| Новояворівськ          | Львівська         | 29 950    | Мацелюх Володимир Ярославович *               | Українська Галицька партія                                  |                                    |  |
| Буча                   | Київська          | 29 805    | Федорук Анатолій Петрович *                   | Слуга народу                                                |                                    |  |
| Красноперекопськ       | АР Крим           | 29 672    | Філіпчук Тарас Леонтійович                    | Партія регіонів                                             |                                    |  |
| Чортків                | Тернопільська     | 29 662    | Шматько Володимир Петрович *                  | Сила людей                                                  |                                    |  |
| Балаклія               | Харківська        | 29 395    | Столбовий Іван Михайлович *                   | Блок Кернеса — Успішний Харків!                             |                                    |  |
| Трускавець             | Львівська         | 29 386    | Кульчинський Андрій Богданович *              | Європейська Солідарність                                    |                                    |  |
| Куп'янськ              | Харківська        | 29 247    | Мацегора Геннадій Миколайович *               | Опозиційна платформа — За життя                             | Говоров Валерій Станіславович      |  |
| Першотравенськ         | Дніпропетровська  | 28 994    | Вінницька Оксана Рудольфівна *                | Блок Вілкула «Українська перспектива»                       |                                    |  |
| Новий Розділ           | Львівська         | 28 875    | Яценко Ярина Володимирівна *                  | Європейська Солідарність                                    |                                    |  |
| Тернівка               | Дніпропетровська  | 28 853    | Тарелкін Віталій Вікторович *                 | Самовисування                                               |                                    |  |
| Сарни                  | Рівненська        | 28 835    | Серпенінов Руслан Петрович *                  | ВО «Батьківщина»                                            |                                    |  |
| Хуст                   | Закарпатська      | 28 600    | Кащук Володимир Павлович *                    | Самовисування                                               |                                    |  |
| Золотоноша             | Черкаська         | 28 321    | Сьомак Наталія Олексіївна (в. о.)             | Європейська Солідарність                                    | Сьомак Наталія Олексіївна          |  |
| Алушта                 | АР Крим           | 28 295    | Колот Станіслав Васильович                    | Партія регіонів                                             |                                    |  |
| Хмільник               | Вінницька         | 28 275    | Юрчишин Микола Васильович *                   | За майбутнє                                                 |                                    |  |
| Голубівка              | Луганська         | 28 244    | Патюта Володимир Васильович                   | Партія регіонів                                             |                                    |  |
| Хрестівка              | Донецька          | 28 155    | Гречушкіна Лариса Володимирівна (в. о.)       | Партія регіонів                                             | Гречушкіна Лариса Володимирівна    |  |
| Переяслав              | Київська          | 27 864    | Саулко Вячеслав Володимирович *               | Слуга народу                                                |                                    |  |
| Малин                  | Житомирська       | 26 886    | Ситайло Олександр Григорович *                | Наш край                                                    |                                    |  |
| Вишгород               | Київська          | 26 866    | Момот Олексій Вікторович *                    | За майбутнє                                                 |                                    |  |
| Бахчисарай             | АР Крим           | 26 651    | Рубаненко Костянтин Григорович                | Руська єдність                                              |                                    |  |
| Гайсин                 | Вінницька         | 25 879    | Гук Анатолій Ілліч *                          | Українська стратегія Гройсмана                              |                                    |  |
| Коростишів             | Житомирська       | 25 845    | Кохан Іван Михайлович *                       | Пропозиція                                                  |                                    |  |
| Лебедин                | Сумська           | 25 816    | вакантно                                      | *                                                           |                                    |  |
| Перевальськ            | Луганська         | 25 744    | Чиркевич Таїсія Віталіївна (в. о.)            | Партія регіонів                                             | Чиркевич Таїсія Віталіївна         |  |
| Виноградів             | Закарпатська      | 25 580    | Бочкай Степан Золтанович *                    | Самовисування                                               |                                    |  |
| Дебальцеве             | Донецька          | 25 525    | Проценко Володимир Васильович                 | Комуністична партія України                                 |                                    |  |
| Канів                  | Черкаська         | 25 354    | Ренькас Ігор Олександрович *                  | За майбутнє                                                 |                                    |  |
| Олешки                 | Херсонська        | 25 086    | Рищук Євген Миколайович *                     | Самовисування                                               |                                    |  |
| Славутич               | Київська          | 24 952    | Фомічев Юрій Кирилович *                      | Слуга народу                                                |                                    |  |
| Здолбунів              | Рівненська        | 24 693    | Сухляк Владислав Олегович *                   | Європейська Солідарність                                    |                                    |  |
| Берегове               | Закарпатська      | 24 371    | Бабяк Золтан Адальбертович *                  | Самовисування                                               |                                    |  |
| Гадяч                  | Полтавська        | 24 187    | Нестеренко Володимир Олександрович *          | Довіра                                                      |                                    |  |
| Козятин                | Вінницька         | 24 180    | Єрмолаєва Тетяна Миколаївна *                 | Українська стратегія Гройсмана                              |                                    |  |
| Золочів                | Львівська         | 24 119    | Гриньків Ігор Михайлович *                    | Самовисування                                               |                                    |  |
| Селидове               | Донецька          | 23 989    | Нешин Віталій Вікторович *                    | Опозиційна платформа — За життя                             |                                    |  |
| Броди                  | Львівська         | 23 803    | Белей Анатолій Андрійович *                   | Самовисування                                               |                                    |  |
| Вільногірськ           | Дніпропетровська  | 23 766    | Василенко Володимир Павлович *                | Пропозиція                                                  |                                    |  |
| Знам'янка              | Кіровоградська    | 23 743    | Сокирко Володимир Феліксович *                | Слуга народу                                                |                                    |  |
| Докучаєвськ            | Донецька          | 23 641    | Скорбілін Ігор Олександрович                  | Партія регіонів                                             |                                    |  |
| Кролевець              | Сумська           | 23 507    | Лехман Віктор Григорович *                    | Наш край                                                    |                                    |  |
| Саки                   | АР Крим           | 23 391    | Гнатюк Сергій Ярославович (в. о.)             | Партія регіонів                                             | Гнатюк Сергій Ярославович          |  |
| Волноваха              | Донецька          | 23 164    | Лубінець Іван Валерійович (голова ВЦА)        | Позапартійний                                               | —                                  |  |
| Молодогвардійськ       | Луганська         | 23 113    | Борисенко Вячеслав Петрович                   | Партія регіонів                                             |                                    |  |
| Ладижин                | Вінницька         | 22 783    | Коломєйцев Валерій Іванович *                 | Наш край                                                    |                                    |  |
| Лиман                  | Донецька          | 22 409    | Журавльов Олександр Вікторович *              | Порядок                                                     |                                    |  |
| Мерефа                 | Харківська        | 22 383    | Сітов Веніамін Іванович *                     | Слуга народу                                                |                                    |  |
| Армянськ               | АР Крим           | 22 286    | Демідов Валентин Валентинович                 | Партія регіонів                                             |                                    |  |
| Надвірна               | Івано-Франківська | 22 255    | Андрійович Зіновій Мирославович *             | Слуга народу                                                |                                    |  |
| Люботин                | Харківська        | 21 853    | Лазуренко Леонід Іванович *                   | Слуга народу                                                |                                    |  |
| Попасна                | Луганська         | 21 765    | Онищенко Юрій Іванович                        | Комуністична партія України                                 |                                    |  |
| Полонне                | Хмельницька       | 21 651    | Скримський Франц Францович *                  | Самовисування                                               |                                    |  |
| Кременець              | Тернопільська     | 21 624    | Смаглюк Андрій Миколайович *                  | ВО «Свобода»                                                |                                    |  |
| Сокаль                 | Львівська         | 21 371    | Касян Сергій Васильович *                     | Самовисування                                               |                                    |  |
| Красноград             | Харківська        | 21 231    | Кривенко Світлана Миколаївна *                | Блок Кернеса — Успішний Харків!                             |                                    |  |
| Тростянець             | Сумська           | 21 220    | Бова Юрій Анатолійович *                      | Сила людей                                                  |                                    |  |
| Стебник                | Львівська         | 20 988    | Городиський Тарас Іванович •                  | УДАР Віталія Кличка                                         | посада відсутня                    |  |
| Суходільськ            | Луганська         | 20 949    | Хохлова Тетяна Володимирівна                  | Партія регіонів                                             |                                    |  |
| Долина                 | Івано-Франківська | 20 654    | Дирів Іван Ярославович *                      | ВО «Свобода»                                                |                                    |  |
| Кілія                  | Одеська           | 20 449    | Чернявський Вячеслав Вікторович *             | Самовисування                                               |                                    |  |
| Яготин                 | Київська          | 20 340    | Дзюба Наталія Миколаївна *                    | Слуга народу                                                |                                    |  |
| Кремінна               | Луганська         | 20 137    | Бабушкін Володимир Веніамінович (в. о.)       | Опозиційний блок                                            | Бабушкін Володимир Веніамінович    |  |
| Генічеськ              | Херсонська        | 20 132    | Тулупов Олександр Васильович *                | Опозиційна платформа — За життя                             |                                    |  |
| Курахове               | Донецька          | 19 950    | Падун Роман Олексійович *                     | Самовисування                                               | Кущ Тетяна Миколаївна              |  |
| Пологи                 | Запорізька        | 19 750    | Коноваленко Юрій Анатолійович *               | Самовисування                                               |                                    |  |
| Красилів               | Хмельницька       | 19 679    | Островська Ніла Василівна *                   | Європейська Солідарність                                    |                                    |  |
| Волочиськ              | Хмельницька       | 19 574    | Черниченко Костянтин Володимирович *          | За майбутнє                                                 |                                    |  |
| Підгородне             | Дніпропетровська  | 19 530    | Горб Андрій Іванович *                        | Пропозиція                                                  | Болдирєв Руслан Анатолійович       |  |
| Долинська              | Кіровоградська    | 19 457    | Звіздовський Євгеній Едуардович *             | Слуга народу                                                |                                    |  |
| Дніпрорудне            | Запорізька        | 19 361    | Матвєєв Євгеній Сергійович *                  | Опозиційна платформа — За життя                             |                                    |  |
| Рені                   | Одеська           | 19 315    | Плєхов Ігор Вікторович *                      | За майбутнє                                                 |                                    |  |
| Калинівка              | Вінницька         | 19 226    | Поліщук Василь Кіндратович *                  | Українська стратегія Гройсмана                              |                                    |  |
| Балта                  | Одеська           | 19 082    | Мазур Сергій Сергійович *                     | Самовисування                                               |                                    |  |
| Вовчанськ              | Харківська        | 19 029    | Степанець Анатолій Вікторович *               | Опозиційна платформа — За життя                             |                                    |  |
| П'ятихатки             | Дніпропетровська  | 18 886    | Ісаєв Гілал Міргасан Огли *                   | ВО «Батьківщина»                                            |                                    |  |
| Скадовськ              | Херсонська        | 18 824    | Яковлєв Олександр Юрійович *                  | Об'єднання «Самопоміч»                                      | Сокольчук Олег Миколайович         |  |
| Амвросіївка            | Донецька          | 18 682    | Скляров Ігор Вікторович                       | Партія регіонів                                             |                                    |  |
| Корсунь-Шевченківський | Черкаська         | 18 656    | Березовий Микола Ігорович *                   | Самоврядна Українська держава                               |                                    |  |
| Бахмач                 | Чернігівська      | 18 604    | Шимко Павло Миколайович *                     | Радикальна партія Олега Ляшка                               |                                    |  |
| Зугрес                 | Донецька          | 18 474    | Зозуля Олександр Степанович                   | Партія регіонів                                             |                                    |  |
| Бережани               | Тернопільська     | 18 264    | Бортник Ростислав Богданович *                | Самовисування                                               |                                    |  |
| Білогірськ             | АР Крим           | 18 252    | Кангієв Альберт Османович                     | Народний рух України                                        |                                    |  |
| Дергачі                | Харківська        | 18 210    | Задоренко Вячеслав Валентинович *             | Блок Світличної «Разом!»                                    | Бондаренко Катерина Іванівна       |  |
| Сватове                | Луганська         | 18 093    | Сліпець Віта Володимирівна *                  | Опозиційна платформа — За життя                             |                                    |  |
| Старобільськ           | Луганська         | 17 980    | Літвінова Яна Миколаївна *                    | Самовисування                                               | Липовий Роман Олександрович        |  |
| Роздільна              | Одеська           | 17 930    | Шовкалюк Валерій Олександрович *              | Довіряй ділам                                               |                                    |  |
| Лутугине               | Луганська         | 17 905    | Москальов Сергій Борисович                    | Партія регіонів                                             |                                    |  |
| Звенигородка           | Черкаська         | 17 771    | Саєнко Олександр Якович *                     | Самовисування                                               |                                    |  |
| Новоукраїнка           | Кіровоградська    | 17 554    | Корінний Олександр Олександрович *            | Самовисування                                               |                                    |  |
| Шпола                  | Черкаська         | 17 549    | Кравченко Сергій Володимирович *              | ВО «Черкащани»                                              |                                    |  |
| Ватутіне               | Черкаська         | 17 278    | Заборовець Олександр Анатолійович *           | Самовисування                                               |                                    |  |
| Ізяслав                | Хмельницька       | 17 212    | Шлегель Сергій Вадимович *                    | Європейська Солідарність                                    |                                    |  |
| Свалява                | Закарпатська      | 17 066    | Грига Юрій Юрійович *                         | Слуга народу                                                |                                    |  |
| Богуслав               | Київська          | 16 786    | Хоменко Віталій Миколайович *                 | Громадський рух Миколи Томенка «Рідна країна»               |                                    |  |
| Верхньодніпровськ      | Дніпропетровська  | 16 760    | Лебідь Геннадій Миколайович *                 | Наш край                                                    |                                    |  |
| Городок                | Хмельницька       | 16 741    | Андрійчук Неоніла Вячеславівна *              | За конкретні справи                                         |                                    |  |
| Білопілля              | Сумська           | 16 659    | Зарко Юрій Васильович *                       | Самовисування                                               |                                    |  |
| Сквира                 | Київська          | 16 616    | Левіцька Валентина Петрівна *                 | Самовисування                                               |                                    |  |
| Березань               | Київська          | 16 570    | Тимченко Володимир Григорович *               | Березанська громада                                         |                                    |  |
| Винники                | Львівська         | 16 517    | Квурт Володимир Леонідович                    | БПП «Солідарність»                                          | посада відсутня                    |  |
| Овруч                  | Житомирська       | 16 515    | Коруд Іван Ярославович *                      | Слуга народу                                                |                                    |  |
| Бар                    | Вінницька         | 16 380    | Саволюк Володимир Васильович *                | Українська стратегія Гройсмана                              |                                    |  |
| Дунаївці               | Хмельницька       | 16 232    | Заяць Веліна Владиславівна *                  | За конкретні справи                                         |                                    |  |
| Путивль                | Сумська           | 16 175    | Гаврильчук Костянтин Миколайович *            | Наш край                                                    |                                    |  |
| Городок                | Львівська         | 16 046    | Ременяк Володимир Васильович *                | Європейська Солідарність                                    |                                    |  |
| Пирятин                | Полтавська        | 15 933    | Сімонов Андрій Вікторович *                   | ВО «Батьківщина» (самовисуванець, член партії)              |                                    |  |
| Білозерське            | Донецька          | 15 916    | Макєєв Сергій Володимирович *                 | Самовисування                                               |                                    |  |
| Красногорівка          | Донецька          | 15 912    | Григулець Юрій Васильович (голова ВЦА)        | Позапартійний                                               |                                    |  |
| Тульчин                | Вінницька         | 15 845    | Весняний Валерій Михайлович *                 | Українська стратегія Гройсмана                              |                                    |  |
| Іловайськ              | Донецька          | 15 808    | Вітер Микола Іванович                         | Партія регіонів                                             |                                    |  |
| Вільнянськ             | Запорізька        | 15 787    | Мусієнко Наталя Олександрівна *               | Самовисування                                               |                                    |  |
| Українка               | Київська          | 15 775    | Туренко Олександр Валентинович *              | Європейська Солідарність                                    | Кучер Тетяна Миколаївна            |  |
| Острог                 | Рівненська        | 15 745    | Ягодка Юрій Петрович *                        | Пропозиція                                                  |                                    |  |
| Богодухів              | Харківська        | 15 720    | Бєлий Володимир Миколайович *                 | Блок Кернеса — Успішний Харків!                             |                                    |  |
| Новий Буг              | Миколаївська      | 15 603    | Лагодієнко Максим Олександрович *             | Слуга народу                                                |                                    |  |
| Болград                | Одеська           | 15 584    | Димитрієв Сергій Гаврилович *                 | Опозиційна платформа — За життя                             |                                    |  |
| Вознесенівка           | Луганська         | 15 582    | Петренко Петро Володимирович                  | Партія регіонів                                             |                                    |  |
| Миколаївка             | Донецька          | 15 559    | Гадяцький Олександр Іванович *                | Самовисування                                               |                                    |  |
| Судак                  | АР Крим           | 15 532    | Сєров Володимир Миколайович                   | Партія регіонів                                             |                                    |  |
| Бурштин                | Івано-Франківська | 15 370    | Андрієшин Василь Михайлович *                 | Європейська Солідарність                                    |                                    |  |
| Вугледар               | Донецька          | 15 294    | Сілич Андрій Юрійович                         | Самовисування                                               |                                    |  |
| Рахів                  | Закарпатська      | 15 283    | Медвідь Віктор Васильович *                   | Слуга народу                                                |                                    |  |
| Новогродівка           | Донецька          | 15 247    | Шевченко Олександр Миколайович *              | Самовисування                                               |                                    |  |
| Оріхів                 | Запорізька        | 15 161    | Хворостянов Анатолій Анатолійович *           | Опозиційна платформа — За життя                             |                                    |  |
| Зміїв                  | Харківська        | 15 160    | Голодніков Павло Вікторович *                 | Слуга народу                                                |                                    |  |
| Гайворон               | Кіровоградська    | 15 087    | Волуйко Роман Тарасович *                     | ВО «Батьківщина» (самовисуванець, член партії)              |                                    |  |
| Карлівка               | Полтавська        | 15 071    | Світлик Петро Михайлович *                    | ВО «Батьківщина»                                            |                                    |  |
| Арциз                  | Одеська           | 15 021    | Парпуланський Сергій Афанасійович *           | Самовисування                                               |                                    |  |
| Миколаїв               | Львівська         | 14 934    | Щебель Андрій Іванович *                      | Самовисування                                               |                                    |  |
| Радомишль              | Житомирська       | 14 930    | Тетерський Володимир Романович *              | Самовисування                                               |                                    |  |
| Гола Пристань          | Херсонська        | 14 785    | Бабич Олександр Володимирович *               | ВО «Батьківщина»                                            |                                    |  |
| Очаків                 | Миколаївська      | 14 566    | Бичков Сергій Миколайович *                   | Слуга народу                                                |                                    |  |
| Ківерці                | Волинська         | 14 480    | Ковальчук Олександр Миколайович *             | За майбутнє                                                 |                                    |  |
| Сторожинець            | Чернівецька       | 14 407    | Матейчук Ігор Григорович *                    | Слуга народу                                                |                                    |  |
| Золоте                 | Луганська         | 14 376    | Бабченко Олексій Іванович (голова ВЦА)        | Позапартійний                                               | —                                  |  |
| Апостолове             | Дніпропетровська  | 14 348    | Оса Андрій Петрович *                         | Самовисування                                               |                                    |  |
| Городище               | Черкаська         | 14 249    | Мирошник Володимир Петрович *                 | Самовисування                                               |                                    |  |
| Гуляйполе              | Запорізька        | 14 180    | Ярмак Сергій Олександрович *                  | Самовисування                                               |                                    |  |
| Тальне                 | Черкаська         | 14 160    | Сідько Василь Петрович *                      | ВО «Черкащани»                                              |                                    |  |
| Жашків                 | Черкаська         | 14 146    | Цибровський Ігор Андрійович *                 | Самовисування                                               |                                    |  |
| Збараж                 | Тернопільська     | 14 054    | Полікровський Роман Степанович *              | Європейська Солідарність                                    |                                    |  |
| Носівка                | Чернігівська      | 14 007    | Ігнатченко Володимир Миколайович *            | Наш край                                                    |                                    |  |
| Бунге                  | Донецька          | 13 945    | Роленко Олександр Вікторович                  | Партія регіонів                                             |                                    |  |
| Василівка              | Запорізька        | 13 875    | Каліман Сергій Анатолійович *                 | Слуга народу                                                |                                    |  |
| Зеленодольськ          | Дніпропетровська  | 13 907    | Невеселий Дмитро Юрійович *                   | Сила людей                                                  |                                    |  |
| Часів Яр               | Донецька          | 13 817    | Чаус Сергій Валерійович (в. о.)               | Слуга народу                                                | Чаус Сергій Валерійович            |  |
| Новгород-Сіверський    | Чернігівська      | 13 753    | Ткаченко Людмила Миколаївна                   | Рідний дім                                                  |                                    |  |
| Кагарлик               | Київська          | 13 730    | Панюта Олександр Олексійович *                | Наш край                                                    |                                    |  |
| Теребовля              | Тернопільська     | 13 709    | Продан Олег Йосипович                         | Самовисування                                               |                                    |  |
| Жовква                 | Львівська         | 13 629    | Вольський Олег Іванович *                     | Самовисування                                               |                                    |  |
| Хорол                  | Полтавська        | 13 532    | Волошин Сергій Михайлович *                   | Довіра                                                      |                                    |  |
| Березне                | Рівненська        | 13 435    | Пилипчук Руслан Петрович *                    | Самовисування                                               |                                    |  |
| Кам'янка-Дніпровська   | Запорізька        | 13 383    | Антоненко Володимир Володимирович *           | Порядок                                                     |                                    |  |
| Рожище                 | Волинська         | 13 306    | Поліщук Вячеслав Анатолійович *               | За майбутнє                                                 |                                    |  |
| Тетіїв                 | Київська          | 13 270    | Балагура Богдан Олегович *                    | Селянська партія України (самовисуванець, член партії)      |                                    |  |
| Петрово-Красносілля    | Луганська         | 13 117    | Бойко Віктор Вікторович (в. о.)               | Партія регіонів                                             | Бойко Віктор Вікторович            |  |
| Корюківка              | Чернігівська      | 13 114    | Ахмедов Ратан Ратанович *                     | Слуга народу                                                |                                    |  |
| Бершадь                | Вінницька         | 13 098    | Драган Віталій Григорович *                   | Українська стратегія Гройсмана                              |                                    |  |
| Берислав               | Херсонська        | 13 044    | Шаповалов Олександр Миколайович *             | Партія Ігоря Колихаєва «Нам тут жити!»                      |                                    |  |
| Яворів                 | Львівська         | 13 009    | Грабовський Ігор Андрійович *                 | Об'єднання «Самопоміч»                                      |                                    |  |
| Снігурівка             | Миколаївська      | 12 992    | Бойко Інна Володимирівна *                    | Наш край                                                    |                                    |  |
| Баштанка               | Миколаївська      | 12 658    | Береговий Олександр Анатолійович *            | Слуга народу                                                |                                    |  |
| Бучач                  | Тернопільська     | 12 631    | Фреяк Віталій Йосифович *                     | Європейська Солідарність                                    |                                    |  |
| Щастя                  | Луганська         | 12 629    | Дунець Олександр Євгенович (голова ВЦА)       | Позапартійний                                               | —                                  |  |
| Гнівань                | Вінницька         | 12 577    | Кулешов Володимир Володимирович *             | Українська стратегія Гройсмана                              |                                    |  |
| Городня                | Чернігівська      | 12 431    | Богдан Андрій Іванович *                      | Рідний дім                                                  |                                    |  |
| Кам'янка               | Черкаська         | 12 427    | Тірон Володимир Іванович *                    | Пропозиція                                                  |                                    |  |
| Жданівка               | Донецька          | 12 301    | Литвинов Сергій Миколайович                   | Партія регіонів                                             |                                    |  |
| Нова Одеса             | Миколаївська      | 12 253    | Поляков Олександр Петрович *                  | Пропозиція                                                  |                                    |  |
| Приморськ              | Запорізька        | 12 194    | Кошелевич Олександр Іванович *                | Опозиційна платформа — За життя                             |                                    |  |
| Камінь-Каширський      | Волинська         | 12 190    | Пась Віктор Іванович *                        | Слуга народу                                                |                                    |  |
| Мена                   | Чернігівська      | 12 181    | Примаков Геннадій Анатолійович *              | Рідний дім                                                  |                                    |  |
| Узин                   | Київська          | 12 150    | Гринчук Віталій Юрійович *                    | Самовисування                                               |                                    |  |
| Світлодарськ           | Донецька          | 12 127    | Брехунець Анатолій Федорович                  | Комуністична партія України                                 |                                    |  |
| Сіверськ               | Донецька          | 12 036    | Черняєв Андрій Олександрович *                | Опозиційна платформа — За життя                             |                                    |  |
| Інкерман               | м.Севастополь     | 12 028    | Конопльов Валерій Валерійович                 | Партія регіонів                                             |                                    |  |
| Біляївка               | Одеська           | 11 993    | Бухтіяров Михайло Петрович *                  | Слуга народу                                                |                                    |  |
| Баранівка              | Житомирська       | 11 948    | Мігей Олександр Юрійович *                    | ВО «Батьківщина»                                            |                                    |  |
| Українськ              | Донецька          | 11 928    | Демідова Лідія Миколаївна •                   | Опозиційна платформа — За життя                             | посада відсутня                    |  |
| Немирів                | Вінницька         | 11 861    | Качур Олександр Вікторович *                  | Радикальна партія Олега Ляшка (самовисуванець, член партії) |                                    |  |
| Миронівка              | Київська          | 11 851    | Савенко Віталій Миколайович *                 | Європейська Солідарність                                    |                                    |  |
| Лохвиця                | Полтавська        | 11 801    | Радько Віктор Іванович *                      | Довіра                                                      |                                    |  |
| Новоазовськ            | Донецька          | 11 740    | Орловський Володимир Казимирович              | Партія регіонів                                             |                                    |  |
| Боково-Хрустальне      | Луганська         | 11 731    | Ткаченко Іван Антонович                       | Комуністична партія України                                 |                                    |  |
| Кальміуське            | Донецька          | 11 672    | Лєдовських Володимир Федорович                | Партія регіонів                                             |                                    |  |
| Соледар                | Донецька          | 11 560    | Пластун Євген Юрійович *                      | Самовисування                                               |                                    |  |
| Гірник                 | Донецька          | 11 510    | Коваленко Сергій Володимирович •              | Самовисування                                               | посада відсутня                    |  |
| Новомиргород           | Кіровоградська    | 11 495    | Забажан Ігор Валерійович *                    | Європейська партія України (самовисуванець, член партії)    |                                    |  |
| Сновськ                | Чернігівська      | 11 455    | Медведьов Олександр Олександрович *           | Рідний дім                                                  |                                    |  |
| Ічня                   | Чернігівська      | 11 454    | Бутурлим Олена Вікторівна *                   | ВО «Батьківщина»                                            |                                    |  |
| Соснівка               | Львівська         | 11 437    | Харчук Ірина Теодорівна •                     | Самовисування                                               | посада відсутня                    |  |
| Іллінці                | Вінницька         | 11 360    | Ящук Володимир Миколайович *                  | Слуга народу                                                |                                    |  |
| Ямпіль                 | Вінницька         | 11 329    | Гаджук Сергій Іванович *                      | Українська стратегія Гройсмана                              |                                    |  |
| Бобровиця              | Чернігівська      | 11 279    | Ковчежнюк Тетяна Миколаївна *                 | Рідний дім                                                  |                                    |  |
| Тараща                 | Київська          | 11 275    | Кривошеєв Михайло Юрійович *                  | Наш край                                                    |                                    |  |
| Борщів                 | Тернопільська     | 11 202    | Чопик Ігор Казимирович *                      | ВО «Батьківщина»                                            |                                    |  |
| Щолкіне                | АР Крим           | 11 169    | Шкалаберда Володимир Михайлович               | Партія регіонів                                             |                                    |  |
| Жидачів                | Львівська         | 11 149    | Левко Володимир Семенович *                   | Самовисування                                               |                                    |  |
| Мала Виска             | Кіровоградська    | 11 014    | Гульдас Юрій Леонідович *                     | Наш край                                                    |                                    |  |
| Бобринець              | Кіровоградська    | 11 005    | Кравченко Леонід Григорович *                 | Слуга народу                                                |                                    |  |
| Татарбунари            | Одеська           | 10 974    | Глущенко Андрій Петрович *                    | Аграрна партія України (самовисуванець, член партії)        |                                    |  |
| Таврійськ              | Херсонська        | 10 941    | Різак Микола Іванович *                       | Самовисування                                               |                                    |  |
| Гребінка               | Полтавська        | 10 938    | Колісніченко Віталій Іванович *               | Радикальна партія Олега Ляшка                               |                                    |  |
| Христинівка            | Черкаська         | 10 853    | Наконечний Микола Миколайович *               | За майбутнє                                                 |                                    |  |
| Моспине                | Донецька          | 10 745    | Меренков Михайло Миколайович                  | Партія регіонів                                             |                                    |  |
| Кам'янка-Бузька        | Львівська         | 10 837    | Омелян Олег Ярославович *                     | Самовисування                                               |                                    |  |
| Болехів                | Івано-Франківська | 10 770    | Яцинин Іван Васильович *                      | Самовисування                                               |                                    |  |
| Новодністровськ        | Чернівецька       | 10 729    | Цимбалюк Наталя Олександрівна *               | Самовисування                                               |                                    |  |
| Родинське              | Донецька          | 10 641    | Андрійченко Катерина Сергіївна •              | Молодіжна партія України                                    | посада відсутня                    |  |
| Радивилів              | Рівненська        | 10 558    | Карапетян Микола Аракелович *                 | Самовисування                                               |                                    |  |
| Борзна                 | Чернігівська      | 10 396    | Осадчук Лариса Анатоліївна *                  | Слуга народу                                                |                                    |  |
| Деражня                | Хмельницька       | 10 302    | Ковпак Андрій Миколайович *                   | ВО «Батьківщина»                                            |                                    |  |
| Любомль                | Волинська         | 10 274    | Ющук Роман Васильович *                       | За майбутнє                                                 |                                    |  |
| Теплодар               | Одеська           | 10 227    | Чуйко Олександр Миколайович *                 | Самовисування                                               |                                    |  |
| Олевськ                | Житомирська       | 10 222    | Лисицький Сергій Іванович *                   | Слуга народу                                                |                                    |  |
| Перещепине             | Дніпропетровська  | 10 138    | Цвіркун Ярослав Олексійович *                 | Слуга народу                                                |                                    |  |
| Дубляни                | Львівська         | 10 132    | Скорик Микола Іванович •                      | Об'єднання «Самопоміч»                                      | посада відсутня                    |  |
| Снятин                 | Івано-Франківська | 10 102    | Шумко Анатолій Богданович *                   | ВО «Батьківщина»                                            |                                    |  |
| Кобеляки               | Полтавська        | 10 041    | Копелець Олександр Олександрович *            | Довіра                                                      |                                    |  |
| Гірське                | Луганська         | 10 041    | Пенкіна Тетяна Вікторівна (в. о.)             | Партія регіонів                                             | Пенкіна Тетяна Вікторівна          |  |
| Верхівцеве             | Дніпропетровська  | 10 062    | Світлик Михайло Іванович *                    | Самовисування                                               |                                    |  |
| Глобине                | Полтавська        | 9921      | Джусь Станіслав Васильович *                  | За майбутнє                                                 |                                    |  |
| Зіньків                | Полтавська        | 9899      | Максименко Сергій Миколайович *               | Довіра                                                      |                                    |  |
| Ірміно                 | Луганська         | 9886      | Ярощук Валерій Степанович                     | Партія регіонів                                             |                                    |  |
| Зимогір'я              | Луганська         | 9881      | Кривцов Євген Миколайович                     | Партія регіонів                                             |                                    |  |
| Мар'їнка               | Донецька          | 9829      | Радичук Людмила Анатоліївна (в.о. голови ВЦА) | Опозиційний блок                                            |                                    |  |
| Погребище              | Вінницька         | 9814      | Волинський Сергій Олександрович *             | Самовисування                                               |                                    |  |
| Ходорів                | Львівська         | 9813      | Коцовський Олег Теодорович *                  | Європейська Солідарність                                    |                                    |  |
| Березівка              | Одеська           | 9778      | Григораш Валерій Валерійович *                | ВО «Батьківщина» (самовисуванець, член партії)              |                                    |  |
| Радехів                | Львівська         | 9612      | Коханчук Степан Петрович *                    | Європейська Солідарність                                    |                                    |  |
| Хотин                  | Чернівецька       | 9591      | Дранчук Андрій Дмитрович *                    | Самовисування                                               |                                    |  |
| Старий Крим            | АР Крим           | 9478      | Котюк Петро Максимович                        | Партія регіонів                                             |                                    |  |
| Барвінкове             | Харківська        | 9465      | Бало Олександр Олексійович *                  | Блок Світличної «Разом!»                                    |                                    |  |
| Дубровиця              | Рівненська        | 9459      | Микульський Богдан Михайлович *               | ВО «Батьківщина» (самовисуванець, член партії)              |                                    |  |
| Тисмениця              | Івано-Франківська | 9443      | Градюк Тетяна Володимирівна *                 | Європейська Солідарність                                    |                                    |  |
| Решетилівка            | Полтавська        | 9412      | Дядюнова Оксана Анатоліївна *                 | Довіра                                                      |                                    |  |
| Сокиряни               | Чернівецька       | 9388      | Козак Василь Васильович *                     | Аграрна партія України                                      |                                    |  |
| Городенка              | Івано-Франківська | 9384      | Кобилянський Богдан Миколайович *             | ВО «Платформа громад»                                       | Музичка Любомир Володимирович      |  |
| Заліщики               | Тернопільська     | 9379      | Дрозд Іван Петрович *                         | Європейська Солідарність                                    |                                    |  |
| Валки                  | Харківська        | 9355      | Скрипніченко Валерій Володимирович *          | Блок Світличної «Разом!»                                    |                                    |  |
| Мостиська              | Львівська         | 9258      | Пельц Мирослава Степанівна *                  | Самовисування                                               |                                    |  |
| Чигирин                | Черкаська         | 9258      | Харченко Віктор Анатолійович *                | Слуга народу                                                |                                    |  |
| Іршава                 | Закарпатська      | 9220      | Симканинець Віктор Андрійович *               | Команда Андрія Балоги                                       |                                    |  |
| Пустомити              | Львівська         | 9211      | Серняк Олег Володимирович *                   | Самовисування                                               |                                    |  |
| Помічна                | Кіровоградська    | 9201      | Антошик Микола Миколайович *                  | Самовисування                                               |                                    |  |
| Горохів                | Волинська         | 9172      | Годик Віктор Леонідович *                     | Самовисування                                               |                                    |  |
| Тячів                  | Закарпатська      | 9127      | Ковач Іван Іванович *                         | Самовисування                                               |                                    |  |
| Буринь                 | Сумська           | 9031      | Ладуха Віктор Борисович *                     | ВО «Батьківщина»                                            |                                    |  |
| Чоп                    | Закарпатська      | 9018      | Самардак Валерій Володимирович *              | Команда Андрія Балоги                                       |                                    |  |
| Монастирище            | Черкаська         | 8970      | Тищенко Олександр Михайлович *                | Демократична партія України (самовисуванець, член партії)   |                                    |  |
| Андрушівка             | Житомирська       | 8951      | Білецька Галина Іванівна *                    | ВО «Батьківщина»                                            |                                    |  |
| Тлумач                 | Івано-Франківська | 8885      | Петрук Ігор Андрійович *                      | ВО «Батьківщина»                                            |                                    |  |
| Кодима                 | Одеська           | 8860      | Лупашко Сергій Іванович *                     | Самовисування                                               |                                    |  |
| Ланівці                | Тернопільська     | 8746      | Казновецький Роман Володимирович *            | Європейська Солідарність                                    |                                    |  |
| Липовець               | Вінницька         | 8691      | Бичков Віктор Михайлович                      | ВО «Батьківщина»                                            |                                    |  |
| Білицьке               | Донецька          | 8627      | Кличов Віталій Ігорович •                     | Самовисування                                               | посада відсутня                    |  |
| Косів                  | Івано-Франківська | 8621      | Плосконос Юрій Олександрович *                | ВО «Свобода»                                                |                                    |  |
| Ананьїв                | Одеська           | 8563      | Тищенко Юрій Сергійович *                     | ВО «Батьківщина»                                            |                                    |  |
| Заводське              | Полтавська        | 8560      | Сидоренко Віталій Володимирович *             | Самовисування                                               |                                    |  |
| Алупка                 | АР Крим           | 8528      | Карнаух Дмитро Сергійович                     | Партія регіонів                                             |                                    |  |
| Рава-Руська            | Львівська         | 8487      | Івануса Іван Іванович *                       | Самовисування                                               |                                    |  |
| Семенівка              | Чернігівська      | 8486      | Деденко Сергій Іванович *                     | Рідний дім                                                  |                                    |  |
| Буськ                  | Львівська         | 8484      | Сліпець Ростислав Степанович *                | ВО «Батьківщина»                                            |                                    |  |
| Вилкове                | Одеська           | 8422      | Іванов Матвій Костянтинович *                 | ВО «Батьківщина» (самовисуванець, член партії)              |                                    |  |
| Яремче                 | Івано-Франківська | 8201      | Мироняк Андрій Іванович *                     | ВО «Батьківщина»                                            |                                    |  |
| Рогатин                | Івано-Франківська | 8000      | Насалик Сергій Степанович *                   | Самовисування                                               |                                    |  |
| Заставна               | Чернівецька       | 7985      | Радиш Василь Йосипович *                      | Слуга народу                                                |                                    |  |
| Південне               | Харківська        | 7856      | Брюханов Олександр Миколайович *              | Слуга народу                                                |                                    |  |
| Почаїв                 | Тернопільська     | 7834      | Бойко Василь Сергійович *                     | Слуга народу                                                |                                    |  |
| Новоселиця             | Чернівецька       | 7714      | Нікорич Марія Іллінічна *                     | Слуга народу                                                |                                    |  |
| Вуглегірськ            | Донецька          | 7671      | Мартинов Михайло Олексійович                  | Партія регіонів                                             |                                    |  |
| Новодружеськ           | Луганська         | 7660      | Гайдуков Андрій Миколайович                   | Опозиційний блок                                            |                                    |  |
| Привілля               | Луганська         | 7643      | Гура Максим Вікторович                        | Самовисування                                               |                                    |  |
| Ржищів                 | Київська          | 7545      | Чорненька Крістіна Іванівна *                 | Європейська Солідарність                                    |                                    |  |
| Кипуче                 | Луганська         | 7465      | Йолкін Олександр Іванович                     | Партія регіонів                                             |                                    |  |
| Ворожба                | Сумська           | 7363      | Дружченко Андрій Вікторович *                 | Слуга народу                                                |                                    |  |
| Корець                 | Рівненська        | 7304      | Дмитрук Людмила Миколаївна *                  | Самовисування                                               |                                    |  |
| Зоринськ               | Луганська         | 7291      | Риков Семен Сергійович                        | Партія регіонів                                             |                                    |  |
| Турка                  | Львівська         | 7207      | Паращич Ярослав Ярославович *                 | Громадянська позиція                                        |                                    |  |
| Середина-Буда          | Сумська           | 7169      | Ген Олександр Григорович *                    | Наш край                                                    |                                    |  |
| Хоростків              | Тернопільська     | 7034      | Гладун Степан Васильович *                    | Довіра                                                      |                                    |  |
| Шаргород               | Вінницька         | 6981      | Барецький Володимир Іванович *                | ВО «Батьківщина»                                            |                                    |  |
| Молочанськ             | Запорізька        | 6891      | Липка Ірина Володимирівна *                   | Слуга народу                                                |                                    |  |
| Перемишляни            | Львівська         | 6885      | Зозуля Олександр Зіновійович *                | Об'єднання «Самопоміч» (самовисуванець, член партії)        |                                    |  |
| Копичинці              | Тернопільська     | 6869      | Келічавий Богдан Вікторович *                 | Слуга народу                                                |                                    |  |
| Зборів                 | Тернопільська     | 6816      | Максимів Руслан Сергійович *                  | Європейська Солідарність                                    |                                    |  |
| Перечин                | Закарпатська      | 6720      | Погоріляк Іван Михайлович *                   | ВО «Батьківщина»                                            |                                    |  |
| Кіцмань                | Чернівецька       | 6603      | Булега Сергій Борисович *                     | Слуга народу                                                |                                    |  |
| Старий Самбір          | Львівська         | 6596      | Трухим Ігор Станіславович *                   | Самовисування                                               |                                    |  |
| Олександрівськ         | Луганська         | 6596      | Греков Микола Олександрович                   | Партія регіонів                                             |                                    |  |
| Судова Вишня           | Львівська         | 6504      | Фольтович Зеновій Іванович *                  | Самовисування                                               |                                    |  |
| Сколе                  | Львівська         | 6324      | Романишин Микола Стефанович *                 | Європейська Солідарність                                    |                                    |  |
| Остер                  | Чернігівська      | 6295      | Мисливець Леонід Олександрович *              | Наш край                                                    |                                    |  |
| Галич                  | Івано-Франківська | 6264      | Кантор Олег Михайлович *                      | ВО «Батьківщина»                                            |                                    |  |
| Великі Мости           | Львівська         | 6132      | Ройко Ярослав Григорович *                    | Самовисування                                               |                                    |  |
| Благовіщенське         | Кіровоградська    | 6092      | Довгополий Віталій Петрович *                 | Самовисування                                               |                                    |  |
| Монастириська          | Тернопільська     | 6065      | Старух Андрій Олегович *                      | ВО «Свобода»                                                |                                    |  |
| Моршин                 | Львівська         | 6013      | Ільницький Руслан Якович *                    | Самовисування                                               |                                    |  |
| Чуднів                 | Житомирська       | 5814      | Войтко Віталій Володимирович *                | Наш край                                                    | Вербельчук Галина Сергіївна        |  |
| Залізне                | Донецька          | 5567      | Наумов Володимир Олександрович                | Партія регіонів                                             |                                    |  |
| Шумськ                 | Тернопільська     | 5460      | Боярський Вадим Андрійович *                  | Слуга народу                                                |                                    |  |
| Рудки                  | Львівська         | 5447      | Лозинський Іван Михайлович *                  | Самовисування                                               |                                    |  |
| Вашківці               | Чернівецька       | 5405      | Перч Микола Партенійович *                    | Самовисування                                               |                                    |  |
| Дружба                 | Сумська           | 4997      | Харитонов Євген Іванович *                    | Наш край                                                    |                                    |  |
| Міусинськ              | Луганська         | 4732      | Скоробогатов Віктор Миколайович               | Комуністична партія України                                 |                                    |  |
| Святогірськ            | Донецька          | 4630      | Бандура Володимир Володимирович *             | Опозиційна платформа — За життя                             | Божко Тетяна Василівна             |  |
| Добромиль              | Львівська         | 4406      | Куляс Петро Петрович *                        | Народний рух України (самовисуванець, член партії)          |                                    |  |
| Алмазна                | Луганська         | 4299      | Шумілін Віктор Михайлович                     | Партія регіонів                                             |                                    |  |
| Вижниця                | Чернівецька       | 4157      | Чепіль Олексій Георгійович *                  | Самовисування                                               |                                    |  |
| Новий Калинів          | Львівська         | 4123      | Юзвяк Богдан Осипович *                       | ВО «Батьківщина» (самовисуванець, член партії)              |                                    |  |
| Хирів                  | Львівська         | 4056      | Королюк Мирослава Ігорівна *                  | Самовисування                                               |                                    |  |
| Скалат                 | Тернопільська     | 4020      | Савончак Петро Васильович *                   | Праведність (самовисуванець, член партії)                   |                                    |  |
| Комарно                | Львівська         | 3841      | Черевичник Ігор Іванович                      | Самовисування                                               |                                    |  |
| Бібрка                 | Львівська         | 3816      | Гринус Роман Ярославович *                    | Самовисування                                               |                                    |  |
| Глиняни                | Львівська         | 3165      | Чорнопис Володимир Васильович *               | ВО «Свобода»                                                |                                    |  |
| Підгайці               | Тернопільська     | 2830      | Мерена Ігор Семенович *                       | ВО «Батьківщина»                                            |                                    |  |
| Батурин                | Чернігівська      | 2652      | Душа Леонід Леонідович *                      | Наш край                                                    |                                    |  |
| Белз                   | Львівська         | 2352      | Береза Оксана Андріївна *                     | ВО «Свобода»                                                |                                    |  |
| Устилуг                | Волинська         | 2218      | Поліщук Віктор Ростиславович *                | За майбутнє                                                 |                                    |  |
| Герца                  | Чернівецька       | 2113      | Скрипкару Василь Васильович *                 | Самовисування                                               |                                    |  |
| Берестечко             | Волинська         | 1757      | Грудзевич Ігор Теофілович *                   | Самовисування                                               |                                    |  |
| Угнів                  | Львівська         | 1002      | Саган Олександра Павлівна •                   | ВО «Батьківщина»                                            | посада відсутня                    |  |
| Чорнобиль              | Київська          | 0         | Крамаренко Євген Григорович (голова ДАЗВ)     | Позапартійний                                               | посада відсутня                    |  |
| Прип'ять               | Київська          | 0         | Крамаренко Євген Григорович (голова ДАЗВ)     | Позапартійний                                               | посада відсутня                    |  |